# Albert Schlunegger
Albert Schlunegger (* 16. März 1938 in Grindelwald; † 6. August 2000 ebenda) war ein Schweizer Skirennfahrer und Trainer.

## Biografie
Schlunegger gehörte dem SC Grindelwald an und wurde 1958 sowie 1959 Berner Oberländischer Skimeister. Nach guten Resultaten an den Schweizer Skimeisterschaften qualifizierte er sich Anfang der 1960er-Jahre für die Schweizer Nationalmannschaft, zunächst für das B- und später für das A-Team. International blieb er jedoch ohne grössere Erfolge.
Nach seiner aktiven Karriere wurde Schlunegger im Sommer 1966 für drei Jahre Trainer der Schweizer Damen-Nationalmannschaft, der zu dieser Zeit unter anderen Fernande Bochatay, Annerösli Zryd, Madeleine Wuilloud und Vreni Inäbnit angehörten. Von 1974 bis 1982 war er Präsident des Skiclubs Grindelwald.
Albert Schlunegger arbeitete als Bergführer und starb 62-jährig zusammen mit zwei amerikanischen Gästen beim Abgang einer Schlammlawine auf einen Wanderweg im Gebiet First.